# Mariano Bogliacino
Mariano Bogliacino (ur. 2 czerwca 1980 w Colonia del Sacramento) – urugwajski piłkarz grający na pozycji pomocnika. Zawodnik klubu Plaza Colonia.

## Kariera
Mariano pierwsze kroki jako piłkarz stawiał w urugwajskim Plaza Colonia. Kolejne dwa lata spędził na wypożyczeniu w CA Peñarol i hiszpańskim UD Las Palmas. W 2004 przeniósł się na rok do Sambenedettese. Latem 2005 podpisał kontrakt z włoskim SSC Napoli, z którym w ciągu 2 lat awansował z trzeciej do pierwszej ligi. W Serie A zadebiutował 26 sierpnia 2007 w przegranym 0:2 meczu z Cagliari Calcio. 22 lipca 2010 został wypożyczony do Chievo Werona.

## Życie prywatne
Jest żonaty, a jego córka o imieniu Celeste urodziła się w Neapolu. Jej imię w języku hiszpańskim oznacza jasnoniebieski kolor, który jest barwą reprezentacji Urugwaju i drużyny Napoli.